# Palazzo di Giustizia (Monza)
Il Palazzo di Giustizia di Monza è in piazza Garibaldi (ex piazzetta Isola).

## Storia
In antico su questo luogo era il Seminario di Monza, voluto da San Carlo Borromeo nel XVII secolo, rimaneggiato ed ingrandito poi nel 1757. Nel 1786, in conformità alle nuove legislazioni dell'imperatore Giuseppe II, il Seminario fu chiuso e trasferito nell'ex convento di San Francesco (attuale Palazzo degli Studi nella piazza del Mercato (l'attuale piazza Trento e Trieste).
Lo stabile, inutilizzato e di proprietà della famiglia Durini, fu allora acquistato dalla Congregazione della Carità per collocarvi, nel 1809 l'ospedale San Gerardo che poi, nel 1897, venne nuovamente trasferito nell'edificio di via Solferino, costruito grazie alle donazioni di Umberto I e per questo chiamato Ospedale Umberto I. Il 13 dicembre 1932 il podestà di Monza, Ulisse Cattaneo, invitò tutti gli architetti e ingegneri della città a presentare un progetto per la costruzione del nuovo tribunale.

## Architettura
Nel 1932 fu dunque deciso di utilizzare l'area per la sede del Tribunale e il 15 febbraio 1933 il progetto fu affidato a Luigi Bartesaghi. Fu dunque demolito il vecchio ospedale e la chiesetta delle Grazie Nuove di Carlo Amati, con la conservazione di un'ala del chiostro, il colonnato di sinistra per la precisione. Il colonnato fu inglobato nel porticato, realizzato in granito di Baveno, che funge da corte d'onore. L'edificio ha una pianta a U e le due ali laterali furono collegate da un corpo centrale colonnato e balustrato, chiuso da una cancellata in ferro, con due fontane a parete realizzate con marmo di Zandobbio, dando così vita a un edificio a metà strada fra il classico ed il rinascimentale.
L'edificio fa parte dei Beni Culturali della Lombardia.

## Dislocazione uffici
- Sede Centrale: Piazza Giuseppe Garibaldi, 10[4]
- Ufficio corpi di reato, Cancelleria Seconda e Terza Sezione Civile, Cancelleria Civile competente per la Sezione Lavoro, Cancelleria (Esecuzioni Immobiliari, Esecuzione Mobiliare, Sezione Fallimentare) : Corso Vittorio Emanuele, 5[4]
- Ufficio Liquidazioni e spese di giustizia, Ufficio Recupero Crediti: Via Giuseppe Ferrari, 39[4]
- Cancelleria Decreti Ingiuntivi - PCT, Volontaria Giurisdizione e Giudice Tutelare, Cancelleria rilascio formule esecutive ed asseverazione di perizie e traduzioni giurate: Via De Amicis, 17[4]